# Thôn
Thôn là tổ chức dân cư cấp cơ sở tại các vùng nông thôn Việt Nam, Trung Quốc và Đài Loan.
Thôn là âm Hán Việt của từ tiếng Hoa 村 (bính âm: cūn), được du nhập vào Việt Nam theo trào lưu Hán hóa và Hán học trước đây. Tại nhiều vùng ở Bắc Bộ không có phân biệt "thôn" - "làng": khi "nói Nôm" thì dùng ví dụ "làng Gừng", "thôn Gừng" (không dùng "Gừng thôn"), còn trong văn tự Hán Việt (gọi là "nói Chữ", ví dụ trong bài cúng bằng văn Hán Việt) thì dùng "Khương thôn". Tuy nhiên cũng có vùng có quan niệm và sử dụng khác nhau giữa "thôn" và "làng", nêu ở mục dưới.
Trong phân cấp hành chính Việt Nam hiện nay thì thôn không phải là một đơn vị hành chính nhà nước. Thôn là cấp cơ sở không pháp nhân dưới cấp xã để quản lý dân cư ở vùng sử dụng từ này, và cấp tương đương là khu dân cư, tổ dân phố, khu phố (ở thành thị) hoặc làng/bản/buôn/sóc/ấp (ở nông thôn) tùy theo vùng.
Tại Trung Quốc theo "phân cấp hành chính Cộng hòa Nhân dân Trung Hoa" thì trong hệ 5 cấp, cấp thứ 5 ở vùng nông thôn thì gọi là thôn. Thôn không phải là cấp chính quyền chính thức mà là tổ chức tự quản của cộng đồng dân cư.

## Tại Việt Nam
Thôn là một hình thức tổ chức xã hội quan trọng nhất của nông thôn người Việt (Kinh). Miền nam Việt Nam các tỉnh từ Bình Phước, Đồng Nai, Bà Rịa - Vũng Tàu trở xuống phía nam gọi là ấp.
Thôn bao gồm một số xóm. Có ý kiến cho thôn là làng; có ý kiến cho thôn là một phần của làng, ví dụ như ở xã Trường Yên, Hoa Lư gồm 7 làng với 16 thôn. 7 làng ở Trường Yên gồm: Yên Trung, Yên Thượng, Yên Thành, Yên Hạ, Yên Trạch, Chi Phong, Lạc Hối. 16 thôn ở Trường Yên gồm: thôn Đông, thôn Đoài, thôn Nam, thôn Bắc, thôn Trung, thôn Tam Kỳ, thôn Trường An, thôn Chi Phong, thôn Tự An, thôn Trường Sơn, thôn Trường Thịnh, thôn Trường Xuân, thôn Tân Kim, thôn Vàng Ngọc, thôn Yên Trạch, thôn Đông Thành. Làng Yên Thành gồm 4 thôn Đông, Đoài, Nam, Bắc trong khi làng Chi Phong chính là thôn Chi Phong.. Xã Thượng Mỗ, Đan Phượng có 2 làng là làng Thượng Mỗ và làng Phù Trung nhưng có tới 8 thôn. Cụ thể, làng Thượng Mỗ gồm 7 thôn, từ thôn 1 tới thôn 7; làng Phù Trung gồm 1 thôn là thôn 8.
Từ thế kỉ 15 trở về sau, thông thường vài thôn hợp thành một xã, đôi khi thôn lớn là xã. Cư dân trong thôn thường có hai mối quan hệ: quan hệ láng giềng và quan hệ họ hàng. Thôn thường có hương ước, tín ngưỡng, thờ thành hoàng ở đình. Hiện nay trong hệ thống hành chính mới của Việt Nam, đơn vị cấp cuối cùng là xã. Những làng họp lại thành xã đều được gọi là thôn. Nhà nước Việt Nam ban hành trong phạm vi toàn quốc quy chế thôn, xem đó là điểm tụ cư dưới xã, có tính chất tự quản. Cư dân bầu ra trưởng thôn và một bộ phận giúp việc để điều hành công việc của thôn.

### Trưởng thôn
Hiện nay, trưởng thôn là người đứng đầu một Thôn, có nhiệm vụ đứng ra giải quyết những công việc chung trong một thôn, cụ thể như: Tập hợp những kiến nghị, phản ánh của bà con trong thôn để gửi lên cấp trên; báo cáo những hành vi vi phạm pháp luật trong thôn lên cơ quan cấp trên; phối hợp với các cơ quan ban ngành đoàn thể, thực hiện các phong trào trong thôn...

#### Tiêu chuẩn Trưởng thôn
Theo quy định tại Thông tư 04/2012/TT-BNV của Bộ Nội vụ, để có thể làm Trưởng thôn, cá nhân phải đáp ứng một số điều kiện nhất định, cụ thể như:
- Làm người cư trú thường xuyên ở thôn và phải có hộ khẩu thường trú ở thôn;
- Cá nhân mong muốn làm trưởng thôn phải từ 21 tuổi trở lên;
- Cá nhân phải có tinh thần nhiệt huyết với công việc, có sức khỏe tốt để đảm nhận công việc trưởng thôn;
- Bản thân cá nhân và gia đình phải chấp hành tốt quy định của Đảng và Nhà nước và phải đáp ứng được trình độ văn hóa nhất định.

#### Nhiệm kỳ của Trưởng thôn
Hiện nay, tùy vào từng địa phương mà nhiệm kỳ của Trưởng thôn có thể là 2,5 năm hoặc 5 năm. Việc quyết định nhiệm kỳ cụ thể của Trưởng thôn sẽ do Ủy ban nhân dân cấp tỉnh quyết định.

#### Mức phụ cấp đối với Trưởng thôn
Hiện nay, chế độ phụ cấp của Trưởng thôn sẽ thực hiện theo Nghị định 33/2023/NĐ-CP. Theo đó, mức phụ cấp của những người hoạt động không chuyên trách ở Thôn (gồm: Bí thư chi bộ, Trưởng thôn, Trưởng Ban công tác Mặt trận) sẽ được tính như sau:
- Với thôn có từ 350 hộ gia đình trở lên, thôn ở những nơi trọng điểm, phức tạp về an ninh, trật tự hay ở khu vực biên giới, hải đảo thì sẽ được khoán quỹ phụ cấp bằng 6,0 lần mức lương cơ sở.
- Đối với các thôn không thuộc trường hợp nêu trên thì được khoán quỹ phụ cấp bằng 4,5 lần mức lương cơ sở.